# 성일종
성일종(成一鍾, 1963년 4월 12일~)은 대한민국의 정치인이다. 제20·21·22대 국회의원이다. 성완종 제19대 국회의원의 남동생이다.

## 학력
- 고려대학교 경영학 학사
- 고려대학교 정책대학원 행정학 석사

## 경력
- 1999년~2014년: ㈜엔바이오컨스 회장
- 2009년~2010년: 민주평화통일자문회의 중앙상임위원
- 2012년~2016년: 월드휴먼브리지 법인이사
- 2014년~2015년: 독도사랑운동본부 총재
- 2014년~2016년: 고려대학교 그린스쿨대학원 겸임교수
- 2016년~2020년: 제20대 국회의원(자유한국당)
- 2016년~2016년: 원내부대표(새누리당)
- 2019년~2020년: 원내부대표(자유한국당)
- 2020년~2024년: 제21대 국회의원(국민의힘)
- 2022년~2023년: 국민의힘 정책위의장
- 2023년~2023년: 비상대책위원(국민의힘)
- 2024년~2024년: 사무총장(국민의힘)
- 2024년~: 제22대 국회의원(국민의힘)
- 2025년 3월~: 국민의힘 헌법개정특별위원회 위원

## 상훈
- 2009년:  은탑산업훈장

## 가족
- 배우자: 반남 박씨
  - 자녀: 1남 1녀

## 역대 선거 결과
|  | 39.05% |

|  | 52.69% |

|  | 51.55% |

## 소속 정당
| 소속 정당 | 소속 정당  | 소속 기간 | 비고      |
| --------- | ---------- | --------- | --------- |
|           | 한나라당   | 2008~2012 | 정계 입문 |
|           | 새누리당   | 2012      | 당명 변경 |
|           | 무소속     | 2012      | 탈당      |
|           | 자유선진당 | 2012      | 입당      |
|           | 선진통일당 | 2012      | 당명 변경 |
|           | 새누리당   | 2012~2017 | 합당      |
|           | 자유한국당 | 2017~2020 | 당명 변경 |
|           | 미래통합당 | 2020      | 합당      |
|           | 국민의힘   | 2020~현재 | 당명 변경 |

## 같이 보기
- 서산시·태안군
- 서산시의 국회의원
- 태안군의 국회의원